# Plaine Morte-gletsjer

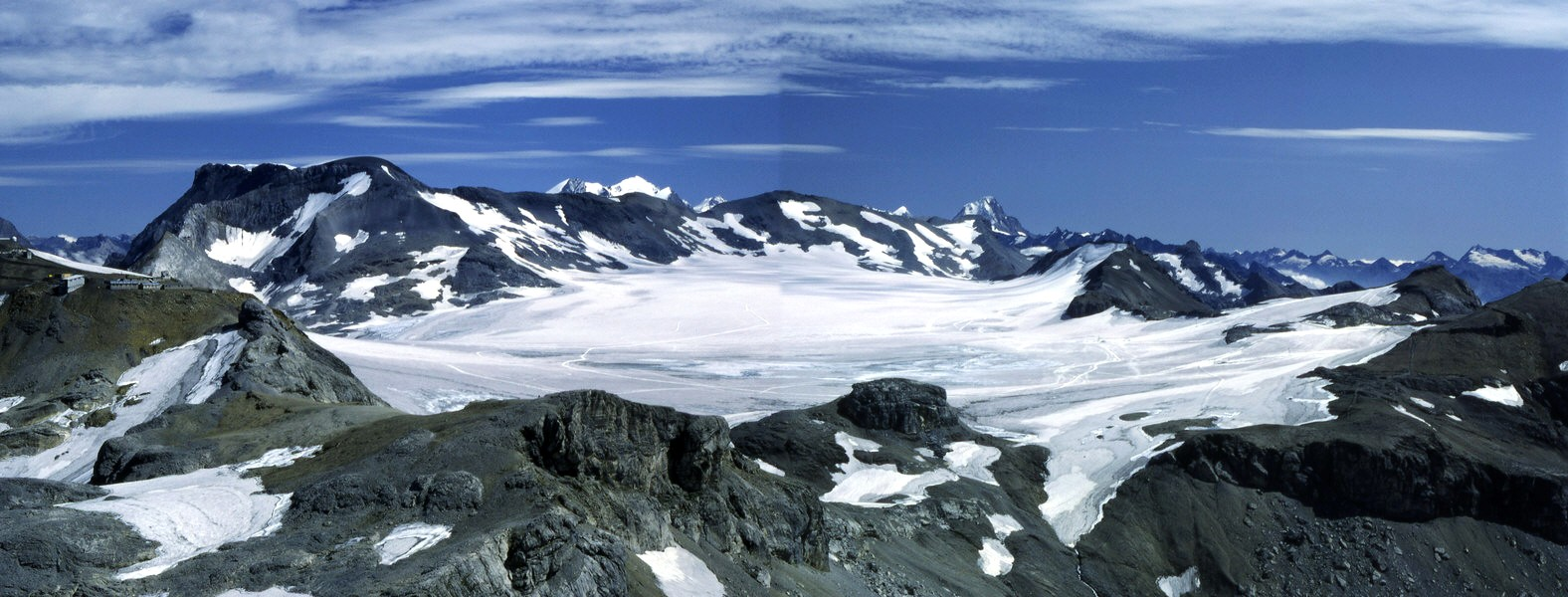
De Plaine Morte-gletsjer

De Plaine Morte-gletsjer (Duits: Plaine-Morte-Gletscher; Frans: Glacier de la Plaine Morte) is een plateaugletsjer in Zwitserland. De gletsjer ligt grotendeels op grondgebied van de gemeente Lenk in het kanton Bern, hoewel een zuidoostelijke tip van de gletsjer op grondgebied van de gemeente Montana in kanton Wallis ligt. In overeenstemming met het feit dat de kantongrens tussen Bern en Wallis, ook de waterscheiding tussen de stroomgebieden van Rijn en Rhône vormt, en dus overeenstemt met de Europese waterscheiding steekt deze kantongrens het plateau van de Plaine Morte-gletsjer over. Het smeltwater van de gletsjer loopt hoofdzakelijk langs de Rätzligletsjer, de hoofdgletsjertong van de Plaine Morte-gletsjer, via de Trüebbach naar de Simme, de Kander en via de Thunersee naar Aare en Rijn, maar wordt ook in het oosten via La Tièche en La Raspille naar de Rhône afgevoerd.
Het grootste deel van de Plaine Morte-gletsjer ligt op een hoogte van 2700 m tot 2800 m. Het plateau wordt in het noordoosten begrensd door de Wildstrubel (3244 m) en Schneehorn (3178 m), in het zuiden door de bergkam van de Faverges (2968 m), de Tothorn (2935 m) en de Pointe de la Plaine Morte (2927 m), en in het noordwesten door de Weisshorn (2948 m) en de Gletscherhorn (2943 m). Naar het noorden toe helt de gletsjer licht af en eindigt in de smalle gletsjertong van de Rätzligletsjer in 2013 op een hoogte van 2468 m. Door het terugtrekken van het gletsjervolume, ook van de gletsjertong, werden op 2265 m hoogte bergmeren gevormd, de Rezligletscherseeli.
Sinds het einde van de kleine ijstijd is ook de Plaine Morte-gletsjer zelf aan het krimpen. Zo had de plateaugletsjer in 1850 nog een oppervlakte van 11,4 km², in 1973 van 9,1 km² en in 1999 van 7,8 km². De oppervlakte in 2016 was nog 7,32 km². 
De ijskap was in 2005 nog tot 235 meter dik, de gemiddelde ijsdikte was toen 96 meter. Tussen 1954 en 2005 was de oppervlakte met 16% afgenomen en het volume, van 0,97 km³ tot 0,8 km³ met 18% (0,173 km³). Aangenomen wordt dat de gletsjer tegen het einde van de 21e eeuw grotendeels verdwenen zal zijn. 
Aan de rand van de gletsjer hebben zich enkele gletsjermeren gevormd, gevuld met smeltwater. Deze gletsjermeren, een deel van het jaar in afwatering geblokkeerd door ijsmassa's, vormen een risico voor overstromingen, gekend als het fenomeen van de ijsstuwmeren of gletsjerstuwmeren. In juli 2011 waren er overstromingen in het Simmental, wat in 2018 terug voorkwam. De omvang van de veroorzaakte waterellende leidde er toe dat men in 2019 begon met het boren van een 800 meter lang kanaal door de gletsjer, zodat het water continu kon stromen. Dit werd gerealiseerd op 24 augustus 2019 en dankzij het hulpkanaal waren er dat jaar geen overstromingen in Lenk. In de winter van 2019/20 vulde het kanaal zich echter met sneeuw, waardoor de afvoer in de zomer van 2020 terug werd belemmerd. Als gevolg hiervan werd besloten om nog een kanaal aan te leggen, dat begin juli 2022 klaar was. IJsstuwmeren blijven evenwel een risico voor mogelijke overstromingen en springtij in het Simmental.

## Bereikbaarheid
De gletsjer is vanuit beide kantons bereikbaar.
Vanuit Berghaus Iffigenalp (1584m) boven Lenk is de 1200m hoger gelegen Wildstrubelhütte op de Weisshorn te voet te bereiken. De hut ligt op 2.793 meter hoogte en is van de Schweizer Alpen-Club (SAC). Het pad erheen komt onderweg samen met het pad over de Rawilpass, die het Simmental verbindt met Crans-Montana in Wallis. Vanaf de Wildstrubelhütte gaat een pad omhoog naar de gletsjer en de Wildstrubel. Over de Pointe de la Plaine Morte (2935 m) loopt dit pad verder richting Crans-Montana.

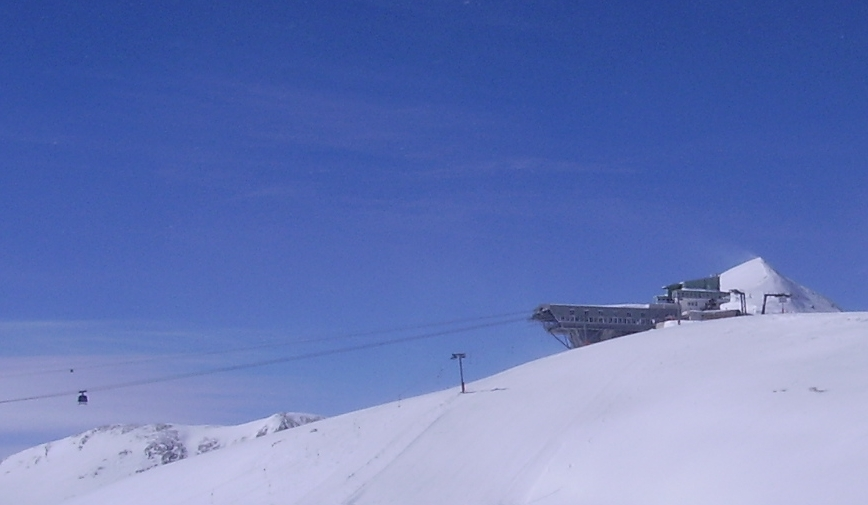
Bergstation van de Funitel Crans-Montana - Pointe de la Plaine Morte

De Pointe de la Plaine Morte is per kabelbaan (Funitel) bereikbaar vanuit Crans-Montana. Voor deze lift is een apart kaartje nodig, maar het is ook mogelijk om een skipas inclusief Plaine Morte te kopen. Deze is iets duurder dan een gewone skipas. Het voordeel hiervan is dat er geen apart kaartje hoeft te worden gekocht voor de kabelbaan naar de Pointe de la Plaine Morte.
Op de Plaine Morte ligt het gehele jaar sneeuw. Er zijn twee skiliften en om de vlakte loopt een loipe voor langlaufers. De brede gletsjervlakte van de gletsjer heeft nauwelijks spleten in het vlakke gebied wat ideaal is voor langlaufen. Als er verse sneeuw is gevallen, worden de liften wegens lawinegevaar gesloten totdat de pistes weer veilig zijn.

## Trivia
De Nederlandse band Pioneers of Love nam in de zomer van 2011 een videoclip op de Plaine Morte-gletsjer op.